# 잉글랜드의 역사
잉글랜드의 역사는 영국의 홈 네이션스 중 하나인 잉글랜드의 역사이다. 잉글랜드의 역사는 스톤헨지가 세워진 선사시대까지 거슬러 올라가며, 로마제국의 속주였던 브리타니아 시기가 440년까지 지속된다. 그 이후 앵글로-색슨 왕국들이 병립하였고 800년대에는 바이킹의 왕국이 요크셔지역에 세워졌으며, 1066년 노르만의 잉글랜드 정복으로 노르만 왕조가 들어섰다. 잉글랜드는 중세 동안 많은 내전을 겪었고 프랑스를 상대로 한 백년전쟁과 같이 다른 나라와의 전쟁도 있었다. 잉글랜드는 12세기에 웨일스를 정복하였고 18세기에는 스코틀랜드와 합병하여 그레이트브리튼 왕국이 되었다. 산업혁명을 거친 후 영국은 세계적인 제국이 되었으며, 오늘날에도 전 세계 여러 국가에 영향력을 발휘하고 있다.

## 선사시대

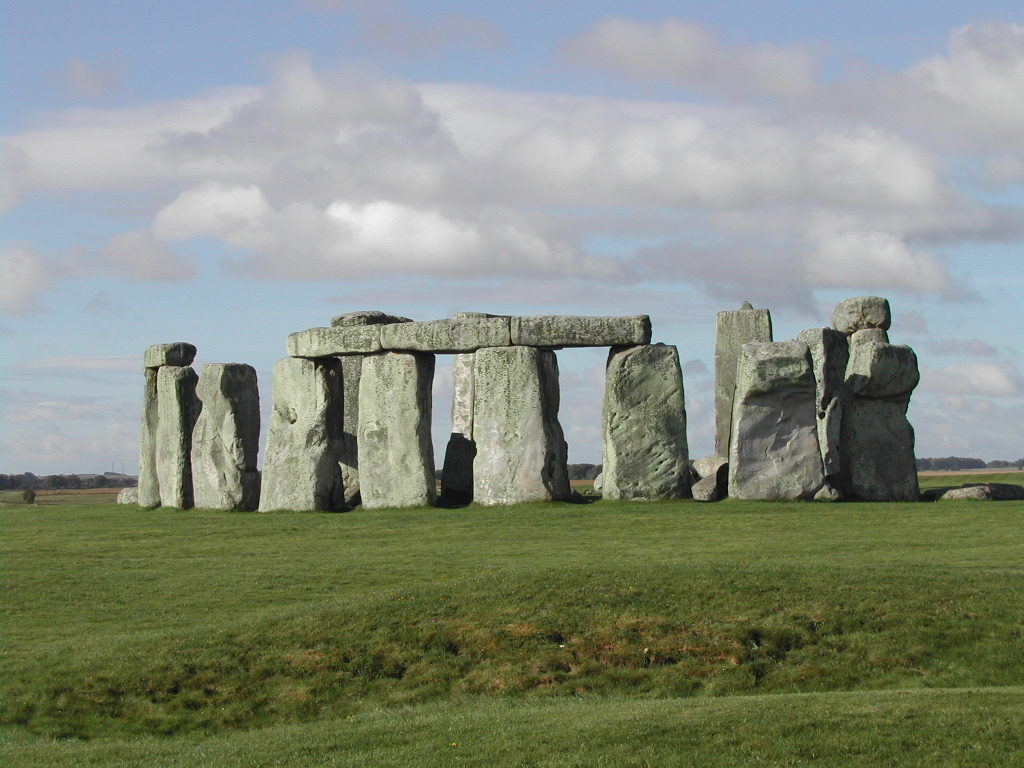
스톤헨지

브리튼섬 선사시대 유적은 만들어진 시기가 다른 지역에 비해 뒤늦은 편인데 이는 빙하기의 영향으로 사람이 살기 힘들었기 때문이다. 스톤헨지는 기원전 2500년 ~ 2000년 사이에 지어진 것으로 추정된다. 최근의 연구 결과 스톤헨지는 신석기 시대 유럽 전역에서 사람들이 찾아드는 순례지 였음이 밝혀졌다. 학자들은 당시 사람들이 스톤헨지의 치유력을 믿고 찾아왔다고 추정하고 있다.
브리튼섬에 대한 가장 오래된 기록으로는 페니키아의 상인이 기원전 6세기에 기록한 메살리오테 페리플러스가 있다. 이 기록 자체는 소실되었으나 로마 시대 시인 아비에누스가 이를 재인용한 기록이 남아있다. 기원전 325년 고대 그리스의 지리학자 피테아스가 브리튼섬을 방문하였다.
타키투스는 그의 연대기에서 갈리아와 브리타니아에서 사용하는 언어는 확연히 다르다고 기록하고 있다.

## 로마 제국
율리우스 카이사르의 갈리아 전쟁기에 따르면 로마 제국은 기원전 55년과 기원전 54년 브리튼섬을 침공하였다. 43년 클라우디우스는 브리튼섬을 다시 침공하였고 브리튼섬은 로마 속주가 되어 브리타니아라 불렀다. 당시 브리튼섬에는 켈트족의 일파인 브리톤족이 살고 있었으며 이들은 도서 켈트어군의 일종인 브리소닉어를 사용하였다.

## 로마 제국 멸망후
브리타니아에 대한 로마 제국의 지배는 410년 경 종식되었다. 5세기에서 6세기까지 게르만 족의 여러 부족이 잉글랜드를 침공하였는데, 주로 오늘날의 독일 북서부에 거주하던 앵글족과 슐레스비히홀슈타인주에 거주하던 색슨족이 들어오게 되었다. 이들 앵글로색슨족은 잉글랜드 각지에 왕국을 세웠다. 이들 뿐 아니라 오늘날 덴마크 일대의 주트 족, 네덜란드 일대의 프리시안 족도 잉글랜드를 침공하였다.

## 앵글로-색슨 잉글랜드

800년 경 영국의 국가들.

495년 브리튼섬의 켈트족이 앵글로색슨족과의 마운트 바돈 전투에서 패배한 후 6세기 전반에 걸쳐 잉글랜드에서 앵글로-색슨족의 세력이 확대되었다. 6세기 동안 웨식스 왕국은 웨일스와의 전투에서 승리를 계속하여 시런세스터, 글로스터, 서머싯주의 베스와 같은 요충지를 확보하였고 결국 잉글랜드 서부까지 영토를 확장하였다. 616년 경 노텀브리아 왕국은 체스터 전투의 승리로 웨일스의 컴브리아를 획득하였다. 앵글로-색슨족의 영토는 9세기경 현재의 잉글랜드 지역 전체에까지 확대되었으며 웨식스의 왕은 잉글랜드 전체의 통치자가 되어 잉글랜드의 군주란 칭호를 사용하게 되었다.

### 앵글로색슨 칠왕국과 기독교 전파
앵글로색슨 칠왕국에 기독교가 전파된 것은 600년 경의 일로써 켈트족의 기독교 전파에 영향을 받은 것이다. 로마 가톨릭은 598년 아우구스티누스를 초대 캔터베리 대주교로 파견하였다. 601년 켄트의 아셀베러트는 앵글로-색슨족의 왕 중 최초로 세례를 받았다. 655년에는 머시아의 펜다가 세례를 받음으로써 잉글랜드의 모든 왕국에 기독교가 전파되었다. 8세기의 잉글랜드의 기독교화는 800년경 프랑크 왕국의 기독교화를 이끌어내는 계기가 되었다.

## 바이킹의 침입과 웨식스의 흥기
앵글로 색슨 연대기는 793년에 최초의 바이킹 침입이 있었다고 기록하고 있다. 878년 웨식스 왕국의 앨프레드 대왕이 윌트셔의 에딩턴에서 바이킹과 맞서 승리를 거두기도 하였으나 잉글랜드의 북동부는 결국 바이킹의 지배하에 있게 되었다. 바이킹이 세운 요르빅 왕국은 노텀브리아 왕국을 붕괴시켰으며 머시아 왕국은 패퇴하여 남쪽으로 밀려나게 되었고 이스트앵글리아는 요르빅 왕국의 속국으로 전락하였다.
바이킹 왕국의 영토가 된 노텀브리아와 머시아 북서부, 이스트앵글리아에는 많은 덴마크인이 이주하였으며, 10세기 초에는 더블린을 통치하고 있던 노르웨이 왕국의 사람들 역시 이지역으로 이주하였다. 이들의 이주는 영어에도 영향을 줄 정도였으며 바이킹이 사용하던 고대 노르드어는 고대 영어 형성에 큰 영향을 주었다.
웨식스 왕국의 앨프레드 대왕은 자신의 사위인 엘도르만 앨스레드가 통치하던 머시아를 백작령으로 격하시키고 콘월을 웨식스의 지방으로 편입시켜 잉글랜드의 유일한 왕이 되었다. 알프레드 대왕은 890년 잉글랜드의 군주란 칭호를 사용하였다.

## 잉글랜드 통일

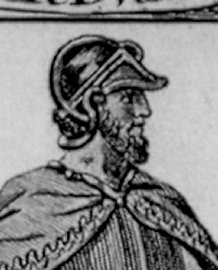
에드워드 디 엘더

899년 앨프레드 대왕이 사망하자 그의 아들 에드워드가 웨식스의 왕위에 올랐다. 에드워드는 그의 매형인 머시아 백작 앨스레드와 함께 왕국의 영토를 확장하였다. 그들은 확장된 영토에 앨프레드의 방식을 모델로 한 요새와 마을을 건설하였다. 앨스레드가 사망한 후 그의 아내이자 에드워드의 누이였던 애셀플레드가 백작부인으로서 머시아를 통치하였으며 지속적인 영토 확장을 계속하였다.
에드워드의 사후 애설스탠이 왕위에 오르게 되었고, 고모인 애셀플레드가 사망하자 머시아의 통치권도 계승하였다. 애설스탠은 잉글랜드 전역을 직접 통치하려고 시도한 최초의 잉글랜드 군주였다. 애설스탠의 통치 기간 동안 잉글랜드에서는 그의 초상화가 새겨진 동전이 주조되었고 토지대장에는 그의 인장이 찍혔다. 애설스탠의 영토 확장을 저지하기 위해 스코틀랜드와 바이킹이 연합하였으나 브러난버러 전투에서 애설스탠은 이들을 무찔렀다. 그러나, 애설스탠은 잉글랜드 통일을 완수하지는 못하였다. 애설스탠의 뒤를 이은 에드먼드 2세와 에드레드 시기에 잉글랜드의 군주는 노텀브리아 지역에 대한 통치권의 상실과 회복을 반복하였다. 잉글랜드 전역에 대한 통치권을 획보한 최초의 군주는 에드먼드 2세의 아들인 애드거였다.
한편, 10세기 동안 서유럽에는 중요한 변화가 있었다. 10세기 중반 카롤링거 왕가의 서프랑크 왕국에서는 카페 왕조가 들어섰으며, 동프랑크 왕국의 색슨족 군주는 영향력이 확대되어 신성 로마 제국의 황제 지위를 지니게 되었다.

## 바이킹 통치기의 잉글랜드와 노르만 정복

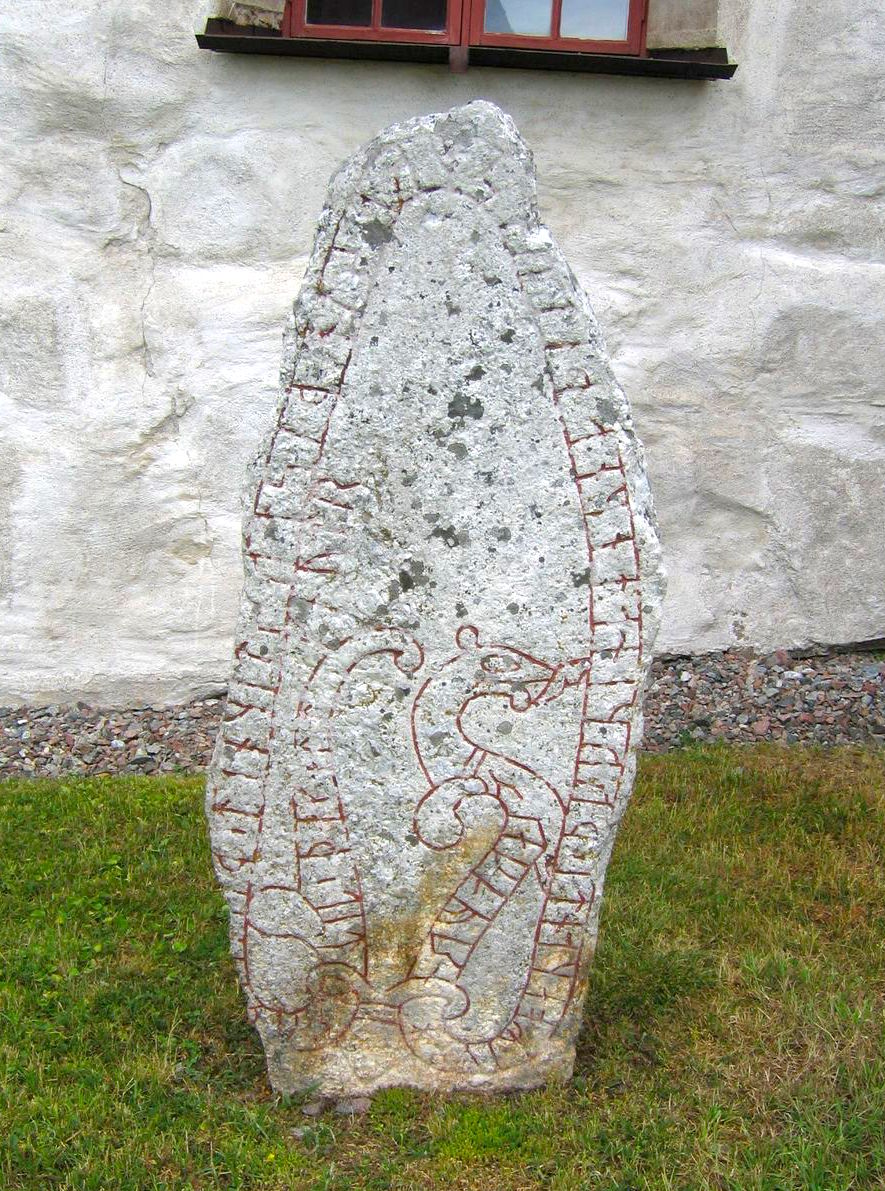
잉글랜드에 남아있는 바이킹의 룬스톤

스칸디나비아의 영국 침입은 10세기 경 종료되었다. 애드거의 아들 부족왕 에셀레드의 치세는 오랫동안 지속되었으나 결국 덴마크의 스벤 1세에게 패배하고 왕국을 잃었다. 에셀레드는 왕권을 잃은 채 사망하였고 그의 아들 강건왕 에드먼드 역시 1016년 바이킹이자 덴마크, 노르웨이의 군주였던 크누트 대왕에게 패배하여 전사하였다. 크누트는 이로써 덴마크, 노르웨이과 더불어 잉글랜드의 군주 지위에 오르게 되었다.
1035년, 크누트의 사후 잉글랜드의 왕권은 그의 아들 질주왕 헤럴드에게 물려졌다. 한편, 덴마크와 노르웨이의 왕권은 크누트의 다른 아들들이 계승하여 덴마크는 하사카뉴트, 노르웨이는 마구누스가 국왕으로 즉위하였다. 1040년, 엠마와 하사카뉴트는 잉글랜드의 왕권을 주장하며 전쟁을 일으켰고 결국 승리하였다. 이로써 하사카뉴트는 덴마크와 잉글랜드의 군주가 된다. 그러나, 하사카뉴트는 즉위한 지 얼마 지나지 않아 1042년 사망하였고 엠마와 부족왕 에셀레드 사이에서 태어난 참회왕 에드워드가 왕위를 계승하였다.
1066년, 참회왕 에드워드가 후사없이 사망하자 왕위는 그의 처남 해럴드 2세에게 계승되었다. 그러나 노르만공 윌리엄이 왕위 계승권을 주장하며 전쟁을 일으켜 잉글랜드를 정복하였다. 전쟁은 윌리엄의 승리로 끝났고, 앵글로-색슨 족의 마지막 잉글랜드 군주인 해럴드 2세는 전투 중 사망하였다. 윌리엄이 잉글랜드의 새로운 군주가 되면서 노르만 왕조가 시작되었다.

## 노르만 왕조

노르만 왕조 이래 현재까지 사용되는 잉글랜드의 문장

노르만의 잉글랜드 정복은 잉글랜드 역사의 한 획을 긋는 사건이었다. 잉글랜드 국왕에 즉위한 윌리엄 1세는 둠스데이 북을 편찬하게 하였다. 이 책은 세금 징수의 기반을 마련하기 위해 잉글랜드의 토지와 가호를 수록하였는데 잉글랜드 정복 후 20년간 대부분의 지주가 노르만인으로 교체되었음을 확인할 수 있다. 뿐만 아니라 정부 요직과 고위 성직자 역시 노르만인으로 채워졌다. 당시 노르만 왕조와 귀족들이 사용한 노르만어는 중세 영어 형성에 큰 영향을 주었다.
중세 동안 잉글랜드에서는 내전, 전쟁, 귀족과 왕족 사이에 만연한 음모, 민란 등이 끊이지 않았다. 곡류, 유제품, 육류 등은 자급자족하였으며 국가간 무역은 주로 양모 무역와 같은 제한적인 품목에서 이루어졌다. 요크셔 등지의 잉글랜드 북부에서 생산된 양모는 플랜더스 지역으로 수출되었다. 중세 잉글랜드의 국제 정치 역시 방직과 관련된 서부 프랑스 지역 상황이 주된 관심사였다. 잉글랜드의 방직업은 15세기에 이르러 자본의 본원적 축적을 가능하게 하였다.
헨리 1세는 치세 기간 동안 여러 가지 개혁을 실시하여 앵글로-색슨 전통에 기반한 잉글랜드 사회를 변화시켰으며 그 결과 앵글로-노르만 사회가 형성되었다. 1120년 노르망디와 잉글랜드를 왕래하던 백선이 난파되어 헨리 1세의 장자인 윌리엄 아델린이 사망하였다. 이 사건으로 잉글랜드 역사에는 오랫동안 왕위 계승권을 둘러싼 어두운 그림자가 드리워지게 되었다.
헨리 1세의 뒤를 이은 잉글랜드의 스티븐의 치세 동안 잉글랜드에는 혼란과 왕위에 대한 도전이 끊이지 않았다. 봉건제 아래 왕국의 실권은 남작들에게 넘어갔으며 이들의 권력 투쟁은 결국 19년의 겨울이라 불리는 무정부 상태의 내전으로 확대되었다. 이로 인해 국력이 약화되자 스코틀랜드와 웨일스의 침입을 받게 되었고 스티븐은 많은 영토를 양도하는 조약을 맺을 수밖에 없었다.
1135년 기나긴 내전 끝에 스티븐은 자신의 이복 동생이자 정적이었던 마틸다에게 왕위를 잃게 되었다. 이로써 노르만 왕조의 시기가 끝나고 플랜태저넷 왕가가 들어서게 된다. 마틸다 이후 잉글랜드의 왕위는 그녀의 아들 헨리 2세가 계승한다.

## 플랜태저넷 왕가

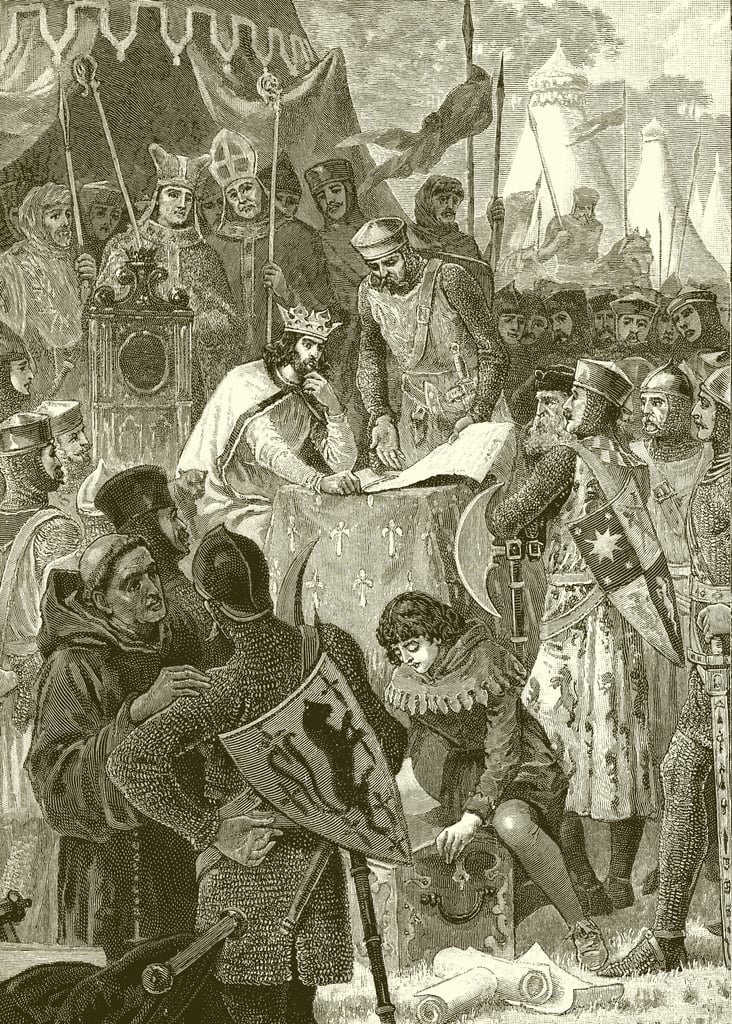
마그나 카르타에 서명하는 존 왕

헨리 2세로부터 시작된 플렌테저넷 왕조는 영국의 봉건 제도를 완성하였다. 헨리 2세의 뒤를 이은 "사자심왕" 잉글랜드의 리처드 1세는 제3차 십자군에 참전하여 재위 기간의 대부분을 전쟁터에서 보냈다. 노르만 왕조 이래 잉글랜드는 프랑스내에 많은 영지를 갖고 있었으며 리차드 1세는 영지를 지키기 위해 프랑스와 수 차례 전쟁을 치러야 했다.
리차드 1세의 왕위를 계승한 존은 1214년 부빈 전투에서 프랑스에게 패배하여 노르망디를 잃고 만다. 이로 인해 존은 "실지왕"(失地王)이라는 불명예스러운 이름을 얻게 되었다. 한편, 존의 치세에 귀족들은 군주의 자의적 권력에 제동을 걸기 위해 무장 봉기하였다. 1215년 존은 귀족의 강요에 의해 마그나 카르타에 서명하였으며 이는 유럽에서 군주의 권력을 제한한 최초의 사건으로 민주주의의 역사에서 중요하게 다루어진다.
존 왕의 사후 왕위에 오른 헨리 3세는 1216년 즉위 당시 9세에 불과하였다. 이로 인하여 잉글랜드의 귀족들은 다시 권력 투쟁을 시작하였고 제2차 남작 전쟁이 일어난다. 1264년 헨리 3세는 자신의 매제였던 시몽 드 몽포르의 포로가 되었으며 이듬해 장자인 에드워드에 의해 구출된다.
헨리 3세의 뒤를 이어 왕위에 오른 에드워드 1세는 새로운 법령을 통해 정부의 권한을 강화하고 최초의 잉글랜드 의회를 소집하였다. 또한 웨일스를 정복하고 스코틀랜드 왕국을 침공하여 승리하는 등 에드워드 치세의 잉글랜드는 그 세력이 크게 확장되었다. 에드워드 1세 치세에서부터 에드워드 2세, 에드워드 3세에 이르기까지 잉글랜드는 스코틀랜드를 정복하고자 하였으나 성공하지 못하였다. 결국 잉글랜드는 1328년 노텀프턴 조약을 맺어 스코틀랜드의 독립을 인정하였다.
14세기 유럽 대륙은 흑사병의 확산으로 큰 고통을 겪었다. 잉글랜드에서는 1348년부터 흑사병이 창궐하였으며 3분의 1에서 절반에 달하는 인구가 희생되었다.
에드워드 3세는 스코틀랜드 정복이 실패로 돌아가자 프랑스로 관심을 돌렸다. 프랑스의 카페 왕조 마지막 왕인 샤를 4세가 남성 후계자가 없는 가운데 사망하자 외가 쪽으로 카페 왕조와 혈연이 있던 에드워드 3세는 프랑스의 왕위계승권을 주장하여 백년 전쟁을 일으켰다.
1453년까지 계속된 백년전쟁은 결국 프랑스의 승리로 끝났고 헨리 6세는 칼레를 제외한 프랑스 전역의 잉글랜드 영토를 포기할 수밖에 없었다. 헨리 6세는 치세 후반기 정신 이상을 보여 제대로 된 국정 운영이 불가능하게 되었다. 그로 인해 후계자 문제가 불거져 플랜태저넷 왕가의 방계이던 랭커스터 가와 요크 가사이에 내전이 벌어진다. 랭커스터 가는 붉은 장미를 요크 가는 흰 장미를 가문의 문양으로 사용했기 때문에 이 전쟁은 흔히 장미 전쟁(1455-85년)이라 불린다.
장미 전쟁의 결과 요크 왕가가 들어섰으나 내분으로 인해 오래 지속되지 못하였다. 1485년 랭커스터 가의 외손이었던 헨리 7세는 요크 왕가의 마지막 군주 리처드 3세를 격파하고 왕위에 오른다. 이로써 잉글랜드에는 튜더 왕조가 들어서게 된다.

## 튜더 왕조

### 헨리 7세와 헨리 8세

튜더 왕조의 문장

1485년 헨리 7세는 리처드 3세를 보즈워스 전투에서 격파하고 왕위에 올라 튜더 왕조를 열었다. 이후에도 몇 차례의 저항이 있었으나 결국 1487년 스토크 전투를 끝으로 요크 왕가는 재기할 수 없는 패배를 맞는다. 1503년 헨리 7세는 요크 왕가의 엘리자베스를 왕비로 맞아 요크 왕가와 화해한다. 이로써 튜더 왕조는 장미 전쟁의 양 당사자인 랭커스터 가와 요크 가 모두의 계승자임을 표방할 수 있었고, 튜더의 문장으로 붉은 장미와 흰 장미를 겹쳐 넣을 수 있었다.
헨리 7세의 뒤를 이은 헨리 8세는 자신의 결혼 문제로 교황청과 갈등을 빚은 끝에 잉글랜드 교회를 로마 가톨릭에서 분리하는 종교 개혁을 단행한다. 이후 영국 성공회는 잉글랜드의 국교가 되었다.

### 엘리자베스 1세

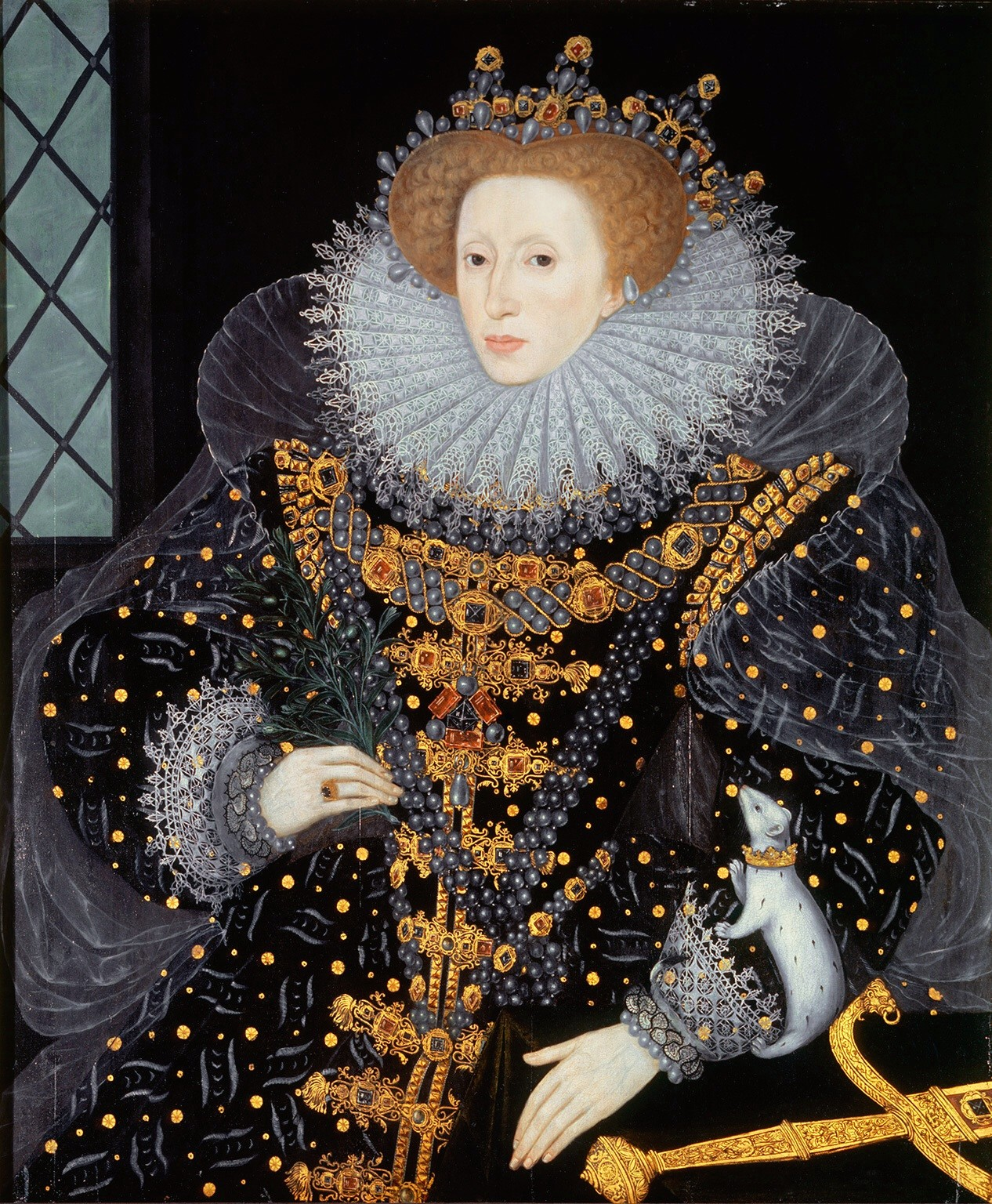
엘리자베스 1세

엘리자베스 1세는 헨리 8세와 그의 두 번째 아내인 앤 볼린사이에서 태어났다. 그는 이복 남매인 에드워드 6세와 메리 1세와 같은 왕위 계승자들이 있었기에 어린 시절 불안한 궁정 생활을 보내야 했다. 1558년 즉위한 엘리자베스 1세의 치세 동안 잉글랜드의 국력은 크게 신장되었다.
엘리자베스 1세는 헨리 8세의 반(反)교황령을 재차 의회에서 통과시키면서 잉글랜드 교회의 수장이 되었고 영국 성공회가 잉글랜드의 국교임을 재확인하였다. 그러나 엘리자베스 1세는 종교에 대해 관용적인 정책을 유지하여 영국 성공회와 청교, 로마 가톨릭의 균형을 맞추기 위해 노력하였다.
1569년 북부 백작의 반란과 같은 몇 차례의 반란이 있었으나 엘리자베스 1세의 치세 동안 잉글랜드는 비교적 평온한 시기였다. 대외적으로는 반(反)스페인 정책을 취하여 프랜시스 드레이크와 같은 해적을 지원하여 스페인을 견제하였다. 결국 1588년 스페인의 펠리페 2세는 무적함대를 파견하여 잉글랜드를 제지하고자 하였으나 오히려 잉글랜드 해군에 의해 격파되고 만다. 이를 계기로 잉글랜드 해군은 유럽의 재해권에서 우위를 점하게 되었다.
엘리자베스 1세에게는 자식이 없었기 때문에 튜더 왕조는 그를 끝으로 막을 내리게 되었다. 왕위는 스코틀랜드의 스튜어트 왕가로 넘어가 제임스 1세가 계승하였다. 튜더 왕조 시대는 절대군주제의 모습을 취했음에도 불구하고 마그나카르타의 전통에 의거해 군주와 의회가 원만한 관계를 유지하였으나 스튜어트 왕조는 영국의 전통에 어두웠기 때문에 군주와 의회 사이에 갈등이 빚어졌고 이는 스튜어트 왕조 시대의 잉글랜드 내전으로 이어졌다.

## 17세기

### 왕실의 연합
엘리자베스는 1603년 후계자를 지명하지 않고 사망하였다. 그러자 잉글랜드의 왕위는 그녀의 신교도 친척이자 스코틀랜드의 왕인 스튜어트 왕가의 제임스 6세에게 돌아갔다. 제임스 6세는 잉글랜드의 제임스 1세로 즉위하였다. 제임스 1세는 그레이트 브리튼의 왕으로서 즉위한 최초의 왕이었으나, 잉글랜드 왕국과 스코틀랜드 왕국은 예전과 같이 그대로 분리 통치하였다. 그러나 제임스 1세를 겨냥한 암살 시도가 발생하기도 하였다. 대표적으로 메인 사건(Main Plot)과 바이 사건(Bye Plot)이 있으며, 가장 유명한 암살 시도는 가이 포크스(Guy Fawkes)를 포함한 가톨릭 신도 4명에 의해 발생한 1605년 11월 5일에 화약 음모 사건(Gunpowder Plot)이었다. 이 사건은 잉글랜드 내에서 가톨릭에 대한 반감을 더 고조시켰다.

### 잉글랜드의 식민지 개척
1607년부터 잉글랜드는 북아메리카 동부 해안에 제임스타운을 건설하였다. 이것은 잉글랜드의 식민지 개척 사업의 시작이었다. 많은 잉글랜드인들이 종교와 경제적인 이유로 북아메리카에 정착하였다. 잉글랜드 상인들은 아메리카 남단의 온화한 지역에 플랜테이션 시장을 개척하였다. 당시의 플랜테이션 농업은 아메리카 원주민으로 구성된 노예에 의지하였으며, 아프리카인들을 플랜테이션 경작과 유럽에서의 원료 판매(특히 목화와 담배)를 위해 들여왔다. 잉글랜드 상인들이 식민지에서 얻은 부는 대농장주들의 그것과 같은 수준으로 성장하였다. 이렇듯 중산층이 경제적으로 발전함에 따라 정치적인 힘의 구도 또한 변화하게 되었다.

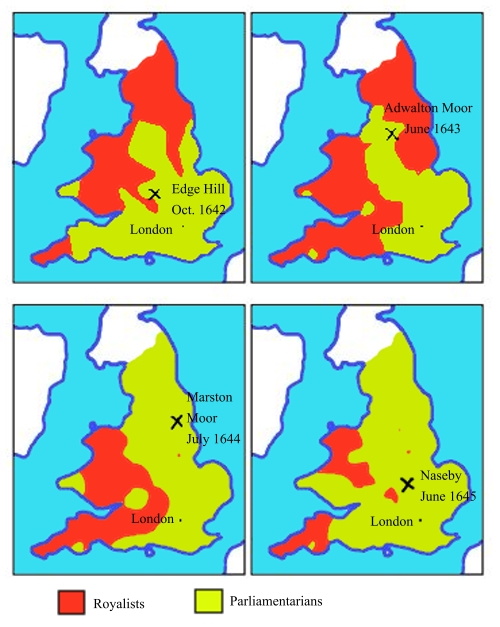
잉글랜드 내전 상황(1642년 - 1645년)
적색 - 왕당파, 녹색 - 의회파.

### 잉글랜드 내전
잉글랜드 내전은 1642년에 발발하였는데, 그 원인은 제임스의 아들인 찰스 1세와 잉글랜드 의회간의 권력 투쟁에서 비롯되었다. 1645년 6월, 네이즈비 전투에서 왕당파 군대는 의회파의 신형군(New Model Army)에게 패하였고, 그 세력 또한 와해되었다. 1647년 패배한 찰스 1세는 고향인 스코틀랜드로 피신하였으나 스코틀랜드는 40만 파운드를 받고 그를 의회파에 넘겨 주었다. 포로가 된 찰스 1세는 와이트 섬에 유배되었다. 1647년 11월 찰스 1세는 유배지를 탈출하여 다시 군대를 소집했다. 스코틀랜드가 찰스 1세를 지원하였으나 1648년 프레스턴 전투에서 또다시 패배하였다. 찰스 1세가 처형당하자 찰스 2세는 프랑스로 망명하여 루이 14세에게 의탁하였다. 잉글랜드 내의 왕당파들은 찰스 2세의 복권을 위하여 의회파와 내전을 계속하였으나 1651년 9월 3일 우스터 전투에서 의회파에게 격파되었다.
1653년 결국 공화국이 선포되었고, 올리버 크롬웰이 호국경으로 선출되었다. 그가 죽자, 그의 아들 리처드 크롬웰이 그의 뒤를 이었으나 곧 퇴위되었다.

### 왕정 복고
1660년 왕정이 복구됨에 따라 국왕 찰스 2세가 런던으로 다시 돌아왔다.
1665년 대기근이 런던 전체를 휩쓸었다. 이듬해인 1666년 수도는 5일 동안 대략 15,000여 채의 건물들을 파괴한 대화재에 휩쓸렸다.
1685년 찰스 2세의 죽음 이후, 그의 가톨릭 형제인 제임스 2세가 즉위했다. 잉글랜드에서 가톨릭계 왕이 즉위한다는 것은 국민들과 의회에게는 받아들이기 힘든 처사였다. 그리하여 1689년 네덜란드의 신교도인 오렌지 공작 윌리엄이 명예 혁명을 통하여 제임스 2세를 대신할 잉글랜드의 새 국왕으로 선출되었다. 1690년 제임스 2세는 아일랜드와 프랑스의 도움을 받아 군사적인 힘으로 그의 권좌를 지키려 했지만 결국 윌리엄이 이끄는 보인 전투에서 패배하였다. 그러나 스코틀랜드와 아일랜드의 일부 사람들은 제임스를 여전히 왕으로 섬기기로 하였다. 그리고 제임스의 복귀를 위해 반란을 일으켰으나 실패하였다. 또한 이들의 저항은 결국 1692년 글렌코의 학살(Massacre of Glencoe)로 이어졌다.
망명한 스튜어트 일가의 제임스 2세와 그 자손을 정통의 영국군주로서 지지한 영국의 정치세력인 재커바이트들이 일으킨 재커바이트의 반란이 1745년에 일어났으며 《보니 프린스 찰리》(Bonnie Prince Charlie)의 모티프가 된 찰스 에드워드 스튜어트(Charles Edward Stuart)가 이끄는 재커바이트 세력은 1746년 컬로든 전투(Battle of Culloden)에서 패배하며 격멸되었다. 찰스 에트워드 스튜어트는 프랑스로 망명하여 그곳에서 죽었다.

## 18세기와 19세기

### 그레이트 브리튼 왕국의 형성
앤 여왕의 1707년 합병령으로 잉글랜드 왕국과 스코틀랜드 왕국은 하나로 통합되었다. 이에 따라 잉글랜드 의회와 스코틀랜드 의회는 통합된 그레이트 브리튼 왕국의 정부와 의회를 구성하기 위해 해산되었다.
1800년 합병령은 아일랜드를 브리튼의 정치 권역으로 흡수함과 함께 그레이트 브리튼 아일랜드 연합 왕국으로 명명된 새로운 국가를 형성하는 데 중요한 역할을 했다. 그레이트 브리튼 아일랜드 연합 왕국은 독자적인 정치 세력을 형성하였던 아일랜드 왕국과 그레이트 브리튼 왕국을 합병하여 설립되었다. 잉글랜드의 수도인 런던은 새 연합 왕국의 수도로 채택되었다.

### 산업 혁명
18세기 후반과 19세기 초반, 산업 혁명이라 불리는 기술의 혁신과 기계화를 통하여 종전의 농업 사회에 거대한 격변이 일어났다. 농업 인구의 거의 대부분이 시골을 버리고 대도시로 이주하였다. 증기를 기반으로 하는 공장제 기계 공업은 경제 규모의 증대와 새로운 기술에 의한 생산력의 향상을 이끌어내어 이전의 전통적인 가내 공업을 몰락시켰다. 그 결과로 도시의 기반 시설들은 유입하는 사람들을 견대내지 못하였고 이는 유아 사망률의 증가 (5~6세의 미취학 아동을 위한 대부분의 주말 학교는 교내 장례식 클럽을 가지고 있었다.), 범죄, 사회성 박탈과 같은 현상을 초래하게 되었다.
산업화의 변천은 모든 노동자들에게 이로운 것은 아니었으며, 그들 거의 대부분은 자신들의 삶이 기계에 의해 위협받고 있다는 것을 알고 있었다. 일부 노동자들은 기계나 공장을 파괴하기도 하였다. 이러한 노동자들의 기계 파괴 행위를 "러다이트 운동"(Luddites)이라 부른다.

## 20세기와 21세기
20세기에 들자 아일랜드에서는 독립전쟁(The Anglo-Irish War)이 일어나 정치, 군사적으로 동요가 일었고, 1921년 영국-아일랜드 조약(Anglo-Irish Treaty)에 의해 아일랜드 자유국 (현재의 아일랜드 공화국)이 분리된 국가로서 성립되었다. 그러나 북아일랜드는 여전히 영국 영토로 남게 되었다. 아일랜드 남부가 독립함으로써 영국의 공식 명칭은 "그레이트 브리튼 북아일랜드 연합 왕국"으로 바뀌게 되었다.
1992년 잉글랜드는 현재 유럽 연합의 기초를 세우는 데 기여하였다.
1997년 스코틀랜드에서 잉글랜드에서 벗어난 스코틀랜드 의회의 재설립을 위한 헌법개헌 요구의 결과로 국민 투표를 실시하였다. 결국 찬성표에 따라 1998년 스코틀랜드 결의는 통과되었고, 1999년 5월 의회 내각이 선출되었다.
2007년 스코틀랜드 선거에서 알렉스 샐먼드(Alex Salmond)가 이끄는 소수당인 SNP가 정권을 차지하자 스코틀랜드의 자치 요구는 더 심화되었다. 반대로 통일론자들은 스코틀랜드 의회에 권한을 실어 주는 것에 대한 이의를 헌법 소원하였다.

## 같이 보기
- 잉글랜드 의회
- 영국 의회
- 영국의 총리

## 참고 문헌

### 한국어
- 레이첼 빈, 김규태 역, 영국, 싱크하우스, 2009, ISBN 10-8901077655
- 김현수, 이야기 영국사, 청아출판사, 2006, ISBN 10-8936803530
- 케네스 O 모건, 영국사학회 역, 옥스퍼드 영국사, 2006, 한울아카데미, ISBN 13-9788946036314

### 영어
- A History of Britain: At the Edge of the World, 3500 BC – 1603 AD by Simon Schama, BBC/Miramax, 2000 ISBN 0-7868-6675-6
- A History of Britain, Volume 2: The Wars of the British 1603–1776 by Simon Schama, BBC/Miramax, 2001 ISBN 0-7868-6675-6
- A History of Britain - The Complete Collection on DVD by Simon Schama, BBC 2002 ASIN B00006RCKI
- The Isles, A History by Norman Davies, Oxford University Press, 1999, ISBN 0-19-513442-7
- Shortened History of England by G. M. Trevelyan Penguin Books ISBN 0-14-023323-7
- History of the English-Speaking Peoples by Sir Winston Churchill Cassell reference, ISBN 0-304-36389-8
- Stephen and Matilda The Civil War of 1139-53 by Jim Bradbury, Alan Sutton Publishing, Ltd., 1996, ISBN 0-7509-0612-X